# Virágh Béla (lelkész)
Virágh Béla (Királyhelmec, Zemplén vármegye, más adat szerint Bés, Ung vármegye, 1890. szeptember 4. – Budapest, 1966. március 8.) felvidéki magyar református lelkész, csehszlovákiai tartománygyűlési és magyarországi országgyűlési képviselő.

## Élete
1890-ben született református családban, szülei Virágh József és Keresztúri Erzsébet. Sárospatakon végezte közép-, majd teológiai szakon felsőfokú tanulmányait is, melyek végeztével lelkipásztorrá avatták. Az Ung vármegyei Vajánban, Egerben és Miskolcon volt segédlelkész, 1917-ben pedig a királyhelmeci gyülekezet hívta meg lelkésznek, e poszton több mint két évtizedet töltött.
Hamar bekapcsolódott a térség társadalmi életébe is: már 1918-ban megszervezte például a bodrogközi járás gazdasági egyesületét, melynek komoly része volt abban, hogy a járás lakossága az 1918-1920 közti politikai fordulatok mindegyikét számottevő atrocitások nélkül élte át. 1921-ben az időközben csehszlovák fennhatóság alá került területen a magyar politikai pártok járási elnökévé választották meg.
Működését a csehszlovák hatóságok eleinte rossz szemmel nézték, kétszer is folyt ellene büntetőeljárás államellenes cselekmény vádjával, valamennyi időt eltöltött vizsgálati fogságban is. Később már ismét nyíltabban politizálhatott: 1925-tól tagja volt a magyar ellenzéki pártok országos pártvezetőségének, 1927-ben az alsózempléni egyházmegye választotta főjegyzőjévé és pénztárnokává, 1935-ben pedig képviselői mandátumot is szerzett a pozsonyi tartománygyűlésben.
Az 1930-as évek végén – de még az első bécsi döntés és a magyar többségű felvidéki területek Magyarországhoz való visszacsatolása előtt – megszervezte a Szlovenszkói Magyar Kultúregyesület helyi csoportját a bodrogközi kerületben, és ennek keretében többek között ingyenes magyar kulturális előadásokkal, a magyar irodalom kiváló egyéniségeinek bemutatásával segített a helyieknek a magyar érzelmük ápolásában. Újságokban, főleg politikai napilapokban is sok cikke jelent meg ebben az időszakban.
Felvidék magyar részeinek az anyaországhoz való visszatérése után, 1938 novemberében meghívást kapott a magyar országgyűlés képviselőházába, és az 1939. évi általános választásokat követően is mint meghívott képviselő foglalhatott helyet a pesti országgyűlésben.